# ワンダースワン
ワンダースワン（WonderSwan）は、1999年3月4日に発売されたバンダイの携帯型ゲーム機。定価4,800円。当時の据置機で最安値だったカセットビジョンJr.の定価5000円を更に下回る。略称は「WS」。
上位機種としてワンダースワンカラーとスワンクリスタルがある。

## 概要
任天堂のゲームボーイを製作した横井軍平が任天堂を退職後に起業したコト社が、企画・開発に大きく関わった。
ワンダースワンのロゴデザインは白鳥座の星雲を表現しており、真ん中の点は白鳥座にあるブラックホールを意味している。「私たちは、この白鳥座の中にあるブラックホールを私たち自身だと位置づけているんです。まわりにある全てのもの、パワーを吸い上げていきたいという想いを込めて、ということです」と大下聡は述べている。
前年にゲームボーイカラーが、またほぼ同時期にネオジオポケットカラーが発売される中で、電池の持ちや価格の安さを優先してあえてモノクロ仕様での発売に踏み切った。しかし、この時代は携帯ゲーム機のカラー化が低コストの時代になっていたため、流れには抗しきれず、翌年にはワンダースワンカラーを発売することになった。
子供向けのゲームボーイシリーズ、マニア向けのネオジオポケットシリーズに対して、若者向けのおしゃれなイメージを打ち出し、携帯ゲーム機市場で少ないながらも一定の市場占有率を獲得することに成功した。しかし、後継機のワンダースワンカラーでの人気作品の不足などによりジリ貧傾向となり、後発のゲームボーイアドバンスに市場を席巻された。
1998年10月8日に行われた発表会では低価格、小型で軽量、単三電池1本で1日以上使える省電力といった「スモールイズベストを追求した製品」と主張しており15歳～19歳をターゲットに、携帯ゲーム機の概念を大きく変える事を狙いとしていた。発表会はティーンエイジャーを意識した華やかなパフォーマンスを見せていた。
発売を記念したイベント「ワンダースワン デビューカーニバル in AKIHABARA」が、東京・秋葉原で開催された。会場ではGUNPEYのゲーム大会が行われたほか、当日購入者だけの特典として特製のストラップが配布されていた。平日午前11時から開催されたにもかかわらず、会場前には発売を待ちかねていたファンが多数詰めかける程の好評を得ていた。売れ行きのほうを販売店に訊くと「仕入れは控えめでしたが、ハードは発売当日で3割ほど売れ、人気のカラーはブルー系、お客さんは意外にローティーンの女の子が多いです」との事。ソフトの「GUNPEY」は開店一時間後には売り切れる量販店が続出し、人気の高さを見せていた。
秋葉原の販売店によると、購入するのは20代のサラリーマン風の人が多いようで、「問い合わせはなく、あれば買う様な印象でした」との事で、ライトユーザーよりもマニア層からのウケが良い結果を出した。
2003年2月18日バンダイの中期計画発表にて、最後の機種スワンクリスタルが受注生産へ移行する事が明らかにされ、事実上の撤退となった。（この時スワンクリスタルの販売に合わせてワンダースワンカラーは定価4,800円に値下げされた）
ワンダースワンシリーズを通じて日本国内での展開に留まり、海外向けに発売されることはなかった。

## 沿革
- 1999年1月13日 - 同年3月4日に発売することを発表[7]。
- 1999年3月4日 - ワンダースワン発売。
- 1999年5月4日 - 発売後、約2か月で本体販売累計が60万台に到達[8]。
- 2000年12月9日 - 液晶をカラー化した『ワンダースワンカラー』発売。
- 2002年7月12日 - ワンダースワンカラーの液晶をSTN液晶からTFT液晶に変更した『スワンクリスタル』発売。

## ハードウェア
内蔵EEPROMに名前、生年月日、血液型等のパーソナルデータを記録でき、記録した名前は起動時に表示される。また、一部のタイトルではパーソナルデータによってゲーム内のパラメータなどに影響を及ぼすものがある（『スーパーロボット大戦COMPACT2』、『仙界伝 封神演義』など）。
本体を縦に持ち替えて『クレイジー・クライマー』等の縦画面のゲームがプレイできる（斜め持ち用のゲームも存在する）。電池残量や音量等の様々な状態がアイコンとして液晶画面スタティック部に表示される。
ヘッドホン端子はなく、拡張端子に別売のヘッドホンアダプタを経由して接続するため、通信ケーブルを始めとする拡張端子を使用する周辺機器と同時に使用することはできない。
縦にも横にも持てることを考慮したため、主要な操作キーには十字キーのような固定的な形状・役割のものはなく、そのかわりX・Yボタン群（各4個）が十字キーの役割を担っている。ロムカセットの端子はカバーで覆われておらず、ゲームボーイなど任天堂ハードのロムカセットに比べて汚損や接触不良しやすい構造になっている。

### 操作

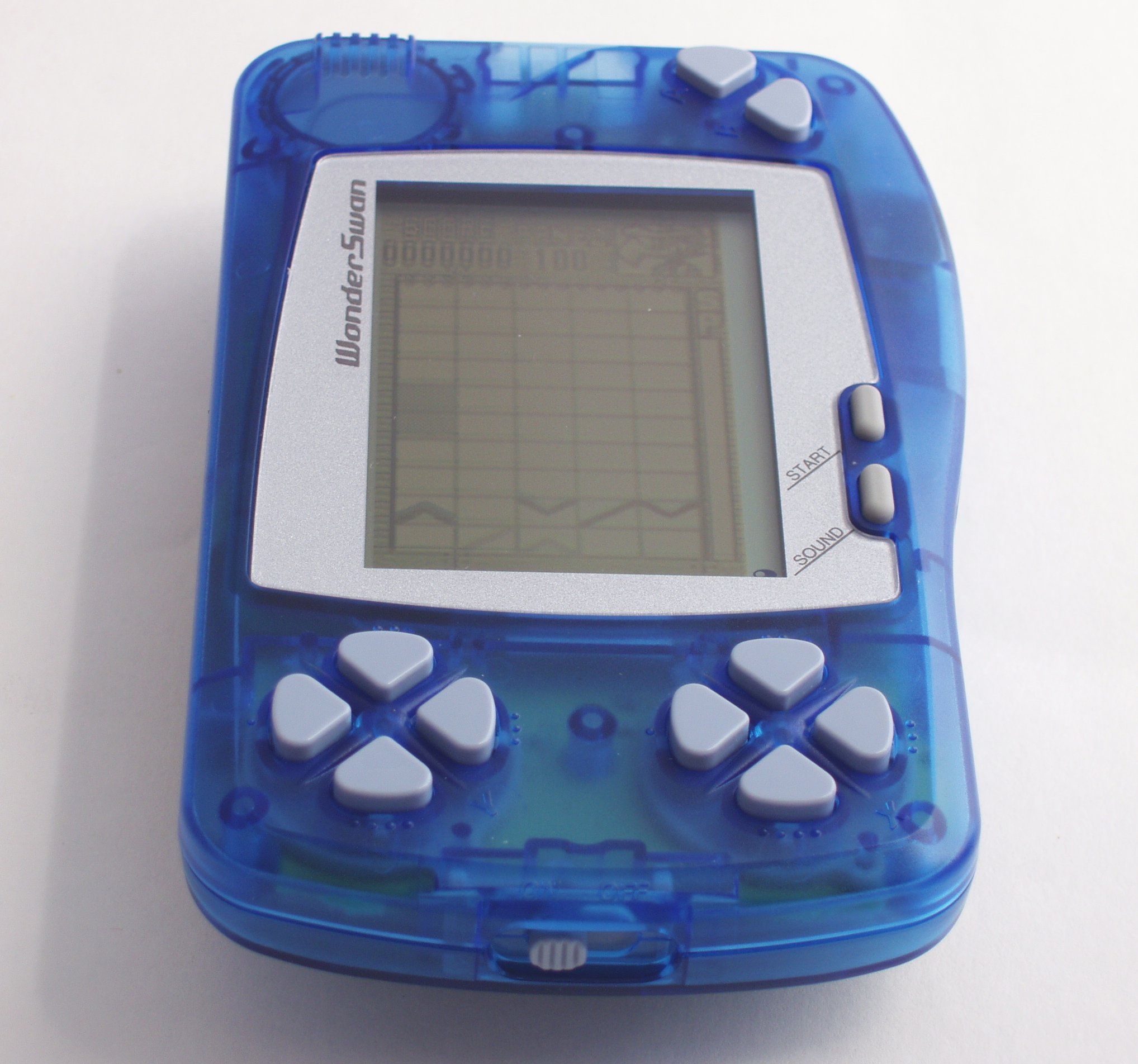
ワンダースワン（縦方向の場合、手前右がX1〜X4ボタン、左がY1〜Y4ボタン、右奥がA/Bボタン。手前中央下が電源スイッチ）

A、B、X1 - X4、Y1 - Y4の各操作ボタンに加え
- スタートボタン
- サウンドボタン
- 電源スイッチ
- コントラスト調整つまみ

がある。
電源を投入すると、本体に登録した名前とバンダイのロゴが表示され、「キュイーン」という音が鳴る。
サウンドボタンは音量を大・小・オフと切り替えるものである。しかしこの設定は保存されず、電源を投入するたびに大に戻る。そのため、上記の起動音が鳴ることを避けたい場合には、電源オン直後にサウンドボタンを2連打して音量をオフにする必要があった。
ワンダースワンカラーで初期音量を設定できるようになり、この問題は解消された。
STARTボタンを押しながら電源を投入することでパーソナルデータを登録できる。

## 仕様
- サイズ
  - 本体 74.3×121×24.3（mm）単3電池使用時
  - 本体 74.3×121×17.5（mm）別売専用充電式電池使用時
- 重量
  - 約93g（電池含まず）
  - 約110g（電池含む）
- 電源
  - 単3型アルカリ乾電池 使用本数1本（約30時間使用可）
  - 別売専用充電式電池使用可能（約12時間使用可、充電時間約60分）
    - (使用時の気温及びカートリッジによって変動あり)[3]
- ワンダースワン用ワンチップLSI
  - ASWAN[9]
- CPU :ASWANに内蔵 80186相当（V30MZコア）16bit 動作クロック 3.072MHz
- メインメモリ :16KB[10]
- 表示
  - LCD：FSTN反射型LCD
  - 224×144ドット ドットマトリックス部
  - 2.49インチ ドットマトリックス部
  - モノクロ8階調（16階調中8階調選択）、異なるパレットテーブルによるスクリーン2枚を重ね合わせることで同時16階調表示も可能
  - スタティック部に6種類のマークを表示
- 画面機能
  - 定義キャラ 8×8ドット 最大512個
  - スプライト表示数 8×8ドット 1画面中128個、1水平ライン中32個
  - スクリーン 2枚（重ね合わせ可能）
  - スクリーンウインドウ・スプライトウインドウ有り
- サウンド
  - 音源 デジタル音源4ch・ステレオ（波形メモリ音源、1chをPCM音源として使用可）
  - 本体 圧電発音体 (モノラル)[3]
  - 外部出力 別売ヘッドホン付ステレオ専用アダプター使用時
  - 音量 2段階+消音
- 内蔵EEPROM
  - 本体に1Kbit（128バイト）の読み取り、書き込み可能なメモリを内蔵
  - パーソナルデータ（名前、生年月日、性別、血液型）やゲームデータの保存に使用される
    - 0-11バイトは管理用テーブル
    - 12-95バイトは12バイトのセーブデータが7個まで保存できる
    - 96-127バイトにパーソナルデータが保存される
- カセット容量
  - ROM 最大128Mbit
  - RAM 最大2Mbit
- 温度範囲
  - 動作温度範囲 10〜40℃
  - 保存温度範囲 5〜45℃

電池の種類によって厚さが違うのは、本機は比較的薄型に設計されており、単3電池使用時は背面に飛び出す形の電池カバーを装着するためである。
電池の持ちのよさは本機の大きな特長で、競合他機種と異なり単3電池を1本しか使用しないにもかかわらず、それらをしのぐ使用時間の長さを誇っている（これは当初の設計思想でバッテリーの持ちを優先させたためで、その結果モノクロ液晶の採用となった）。
STN液晶は画面が暗く残像が激しいという欠点があったため、この欠点を省みてスワンクリスタルが開発されることとなった。

## カラーバリエーション
型番はSW-001。
- オリジナルカラー
  - シルバーメタリック（1999年3月4日-）
  - ブルーメタリック（1999年3月4日-）
  - パールホワイト（1999年3月4日-）
  - スケルトンピンク（1999年3月4日-）
  - スケルトンブルー（1999年3月4日-）
  - スケルトングリーン（1999年3月4日-）
  - スケルトンブラック（1999年3月4日-）
- サマーバージョン：ツートンカラー。累計販売台数100万台突破を記念して発売された。[11]
  - ソーダブルー（1999年7月22日-）
  - フローズンミント（1999年7月22日-）
  - シャーベットメロン（1999年7月22日-）
- 同梱版限定カラー
  - デジモンオレンジ
  - デジモンブルー
  - たれぱんだホワイト
  - チョコボイエロー
  - MSVS連邦軍カラー （スカイブルー）
  - MSVSジオン軍カラー （オリーブ）
- その他
  - コロコロコミックプレゼント用 迷彩カラー
  - ジャスコ限定販売 パープル
  - イベントプレゼント用 ゴールド

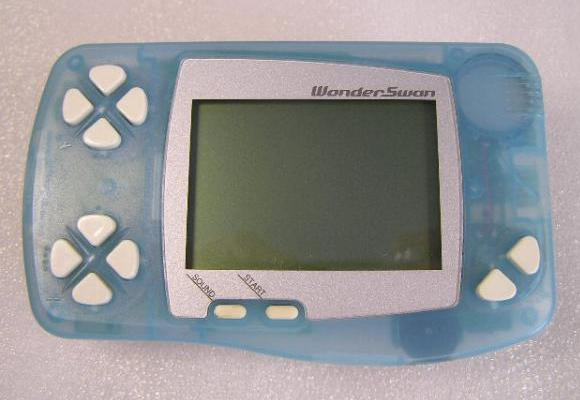
ソーダブルー

## 周辺機器

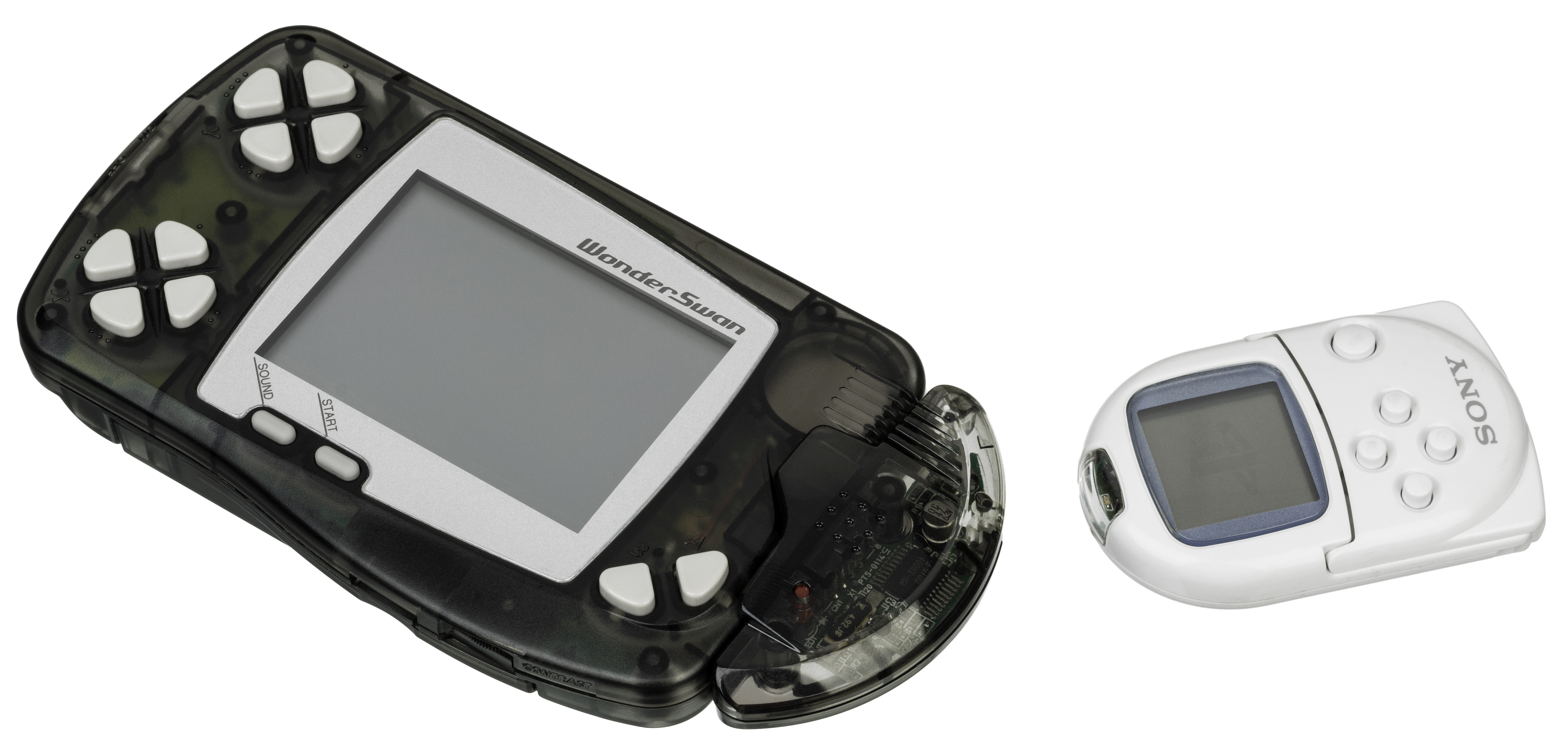
ワンダーウェーブとPocketStation

バンダイ発売

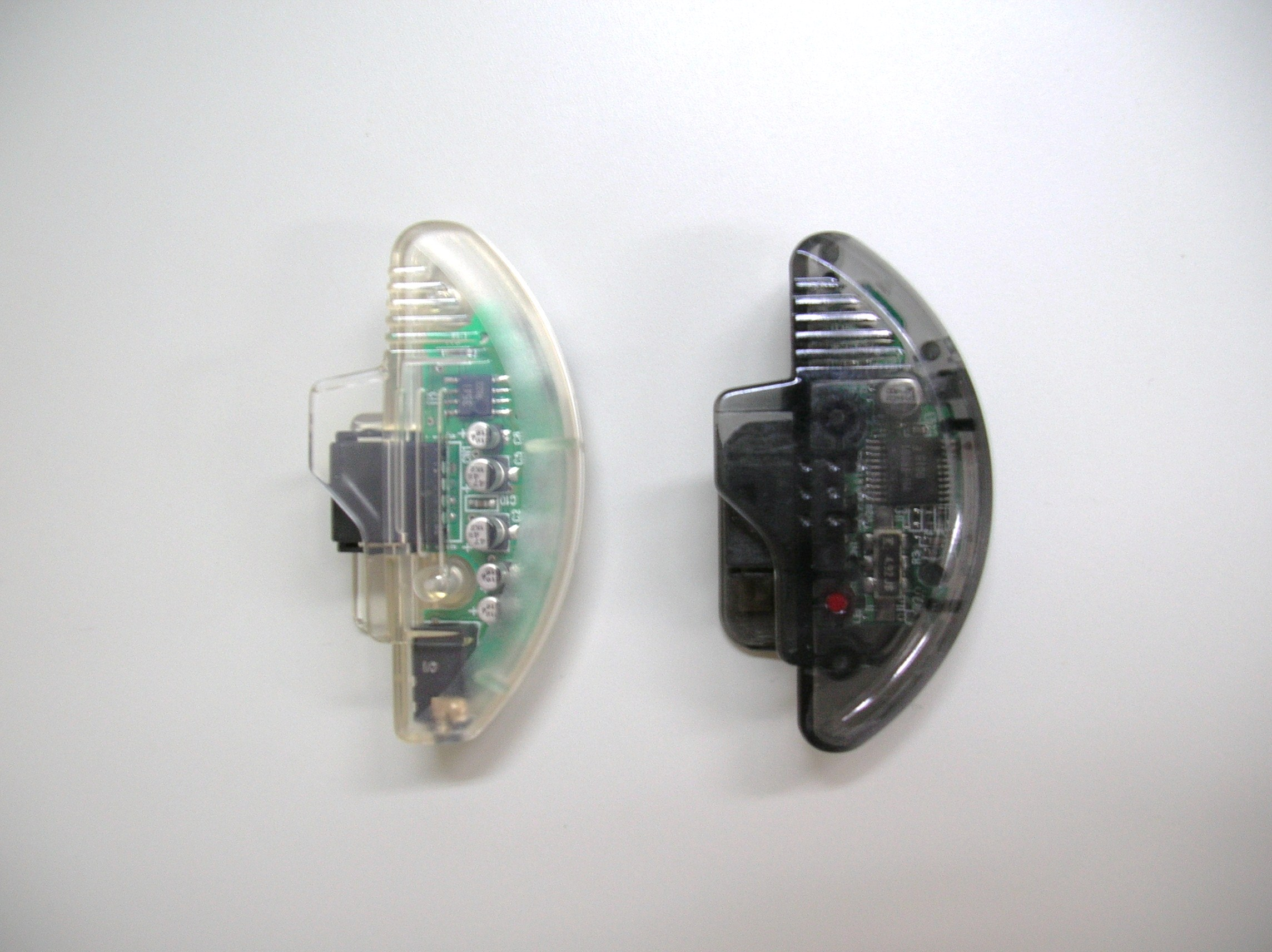
ワンダーウェーブ

赤外線通信アダプタ。プレイステーションにとりつけたPocketStationとの通信も可能（両機種版の『デジモン』でデータの連携が可能、など）。
ワンダーボーグ
完全自律型昆虫ロボット。対応ソフト（"ROBOT WORKS"）内蔵の赤外線LEDを通じ制御する。各種センサー等による行動パターンをプログラミングすることができた）。なおPC版が内田洋行から出ている。
ワンダーウィッチ
C言語による開発環境。CD-ROM、開発説明書、ケーブル、専用カートリッジのセット。
モバイルワンダーゲート
NTTドコモの携帯電話と接続するモデムケーブルとmopera接続用カセットで構成されている。付属のカートリッジにブラウザ、メーラー、ミニゲームダウンロードツール（配信されたミニゲームは15パズルのみ）が収録されている。他の対応ソフトでは追加データをダウンロードしたり、全国ランキングに登録できた）ダウンロードしたミニゲームはカセット(32KB)に保存される。ダウンロードする際には通信料がかかる。。(メールの送信は約1000文字、受信は約4000文字まで可能、受信メールは128件(32KB)までの保存。アドレス帳として最大20件までの登録が可能) moperaPOPメールは月額500円(税別)。
サミー発売
通信ケーブル
対戦用。
専用充電式電池、充電器
単三電池ケースの代わりに使用することで、裏面をフラットな状態にできる。
ヘッドホンアダプタ
ステレオサウンド対応。旧型と新型がある。旧型はケーブル（ドングル）状で、しかも本体横置き時に前方に伸びる格好になるため、取り回しがしづらかった。新型は改善されてコンパクトになっている。
ワンダーコイン
コイン状のプラスチックの板。X/Yボタン群に貼り付けることで操作性の向上を図ったものだが、中央の支点が存在しないため、十字キーのような使用感は得られない。格闘ゲーム『GUILTY GEAR PETIT』には標準添付されている。一部純正オプションはサミーより発売されていた。
KARAT（カラット）発売
WS用 ACアダプタセット（WSカラー対応）
従来のものと異なり透明、白ではなく透明な青色の単三電池ケースの形をしている。専用ACアダプタが接続可能でアダプタを使用することにより電池が入ってなくてもプレイが可能。電池を入れて普通のケースと同様に使うこともできる。

## ソフトウェア
ローンチタイトルは『GUNPEY』、『チョコボの不思議なダンジョン』、『電車でGO!』、『新日本プロレスリング闘魂烈伝』の4タイトル。他の主なタイトルとして『風のクロノア ムーンライトミュージアム』、『カードキャプターさくら さくらとふしぎなクロウカード』、『はたらくチョコボ』（ワンダースワンカラーと兼用）、『デジモン（ワンダースワン版）』などがある。
なお、2003年3月の時点でのカラー用ソフトも含めた販売本数ベスト5は、『ファイナルファンタジー』、『ファイナルファンタジーII』、『チョコボの不思議なダンジョン』、『スーパーロボット大戦COMPACT』、『GUNPEY』の順である。
非売品タイトルとして、イベント会場でのみ販売された『テノリオン』等もある。
ユーザー向けの開発ソフトとして、サードパーティーのキュートから『ワンダーウィッチ』が開発・販売された。専用カートリッジおよび8086用のC言語コンパイラとライブラリとシリアル通信ケーブルから構成されている。このソフトを使って作成されたプログラムコンテスト受賞作品のゲームソフト（ワンダースワンカラー用）が2作品、キュートより期間限定で発売された。

## その他
ワンダースワンシリーズの展開中、当時の子会社であった旧バンプレスト（後のバンダイナムコエンターテインメント）とベック（後のB.B.スタジオ）は一時的にセカンドパーティーになっていた。
特にバンダイナムコエンターテインメントとは同一法人にあたる旧ナムコ（ソフトウェア開発部門は現在のバンダイナムコスタジオ）は最大のセカンドパーティーであり、開発側の意向で例外的にサードパーティとして自社で発売した『ミスタードリラー』を除いた全タイトルが該当していた。このことから2005年にバンダイと旧ナムコが経営統合し、バンダイナムコホールディングスを発足するきっかけの一つとなった。
PlayStationシリーズのハードメーカーであるソニー・コンピューターエンタテインメント（SCE）も2001年から本機のセカンドパーティーとして関わっている。2タイトルの供給のみに留まったが、それが縁となって、PlayStationシリーズ初の携帯ゲーム機であるPlayStation Portable（PSP）の開発陣は、本機の開発スタッフをバンダイやコトからヘッドハンティングの形で、携帯ゲーム機のノウハウが無かったSCEに移籍させたメンバーが多い。そのため、事実上の後継機として扱われている。
コトが開発協力として関わったベネッセのカートリッジ交換式の電子教材「ポケットチャレンジV2」はワンダースワンのOEMとみられる（本体の形状は幾分異なるが、カートリッジの形状がワンダースワンのそれによく似ている）。また、実際にポケットチャレンジV2のカートリッジは操作こそ出来ないがワンダースワン上で動作する（ただしカートリッジを削るか本体のカバーを外して挿し込む等工夫が必要、また逆も本体のカバーを外すと表示されるが遊べない）。